# Heinävesi
Heinävesi är en kommun i landskapet Norra Karelen i Finland. Heinävesi har 3 136 invånare och har en yta på 1 319,58 km², varav 289,62 km² är vatten. Grannkommuner är Nyslott, Varkaus, Leppävirta, Tuusniemi, Outokumpu och Libelits. Före 2021 hörde Heinävesi till Södra Savolax.
Heinävesi är enspråkigt finskt.
Valamo nya munkkloster och Lintula nunnekloster är centra för den ortodoxa tron och kulturen i Finland.

## Politik

### Mandatfördelning i Heinävesi kommun, valen 1976–2021
| 4 | 7 | 2 | 2 | 9 |  | 2 |

| 3 | 7 | 3 | 2 | 10 | 2 |

| 2 | 7 | 3 | 3 | 10 | 2 |

| 2 | 7 | 4 | 2 | 10 | 2 |

|  | 7 | 5 | 2 | 11 |  |

|  | 6 | 6 |  | 10 |  | 2 |

|  | 6 | 5 | 12 |  | 2 |

|  | 7 | 4 | 12 |  | 2 |

| 16 | 11 |

| 3 | 6 | 3 |  | 11 |  | 2 |

| 16 | 11 |

| 5 | 1 | 3 | 6 | 1 | 5 |

| 15 | 6 |

| 5 | 1 | 2 | 6 | 1 | 2 |

| 12 | 5 |

| 5 | 1 | 3 | 5 | 3 |

| 13 | 4 |

## Demografi

### Befolkningsutveckling
| Befolkningsutvecklingen i Heinävesi kommun 1975–2020                                                         | Befolkningsutvecklingen i Heinävesi kommun 1975–2020 | Befolkningsutvecklingen i Heinävesi kommun 1975–2020 | Befolkningsutvecklingen i Heinävesi kommun 1975–2020 | Befolkningsutvecklingen i Heinävesi kommun 1975–2020 |
| --- | ---------------------------------------------------- | ---------------------------------------------------- | ---------------------------------------------------- | ---------------------------------------------------- |
| |                                                      |                                                      |                                                      |                                                      |
| År |                                                      |                                                      | Folkmängd                                            |                                                      |
| 1975 | 1975                                                 |                                                      | 6 139                                                |                                                      |
| 1980 | 1980                                                 |                                                      | 5 785                                                |                                                      |
| 1985 | 1985                                                 |                                                      | 5 621                                                |                                                      |
| 1990 | 1990                                                 |                                                      | 5 364                                                |                                                      |
| 1995 | 1995                                                 |                                                      | 5 065                                                |                                                      |
| 2000 | 2000                                                 |                                                      | 4 578                                                |                                                      |
| 2005 | 2005                                                 |                                                      | 4 311                                                |                                                      |
| 2010 | 2010                                                 |                                                      | 3 912                                                |                                                      |
| 2015 | 2015                                                 |                                                      | 3 574                                                |                                                      |
| 2020 | 2020                                                 |                                                      | 3 196                                                |                                                      |
| Anm: Uppgifterna avser förhållandena den 31 december nämnda år enligt områdesindelningen den 1 januari 2022. |                                                      |                                                      |                                                      |                                                      |

### Språk
Befolkningen efter språk (modersmål) den 31 december 2022. Finska, svenska och samiska räknas som inhemska språk då de har officiell status i landet. Resten av språken räknas som främmande. För språk med färre än 10 talare är siffran dold av Statistikcentralen på grund av sekretesskäl.
| Språk                        | Talare 2022-12-31 | Talare 2022-12-31 |
| Språk                        | Antal             | Andel (%)         |
| ---------------------------- | ----------------- | ----------------- |
| Hela befolkningen            | 3 061             | 100,0             |
| Inhemska språk totalt        | 2 961             | 96,7              |
| Finska                       | 2 951             | 96,4              |
| Svenska                      | 10                | 0,3               |
| Främmande språk totalt       | 100               | 3,3               |
| Arabiska                     | 45                | 1,5               |
| Ryska                        | 22                | 0,7               |
| Estniska                     | 15                | 0,5               |
| Språk med färre än 10 talare | 18                | 0,6               |

|  | Finska (96,4 %) |

|  | Svenska (0,3 %) |

|  | Främmande språk (3,3 %) |

|  | Finska (96,4 %) |

|  | Svenska (0,3 %) |

|  | Främmande språk (3,3 %) |

## Galleri

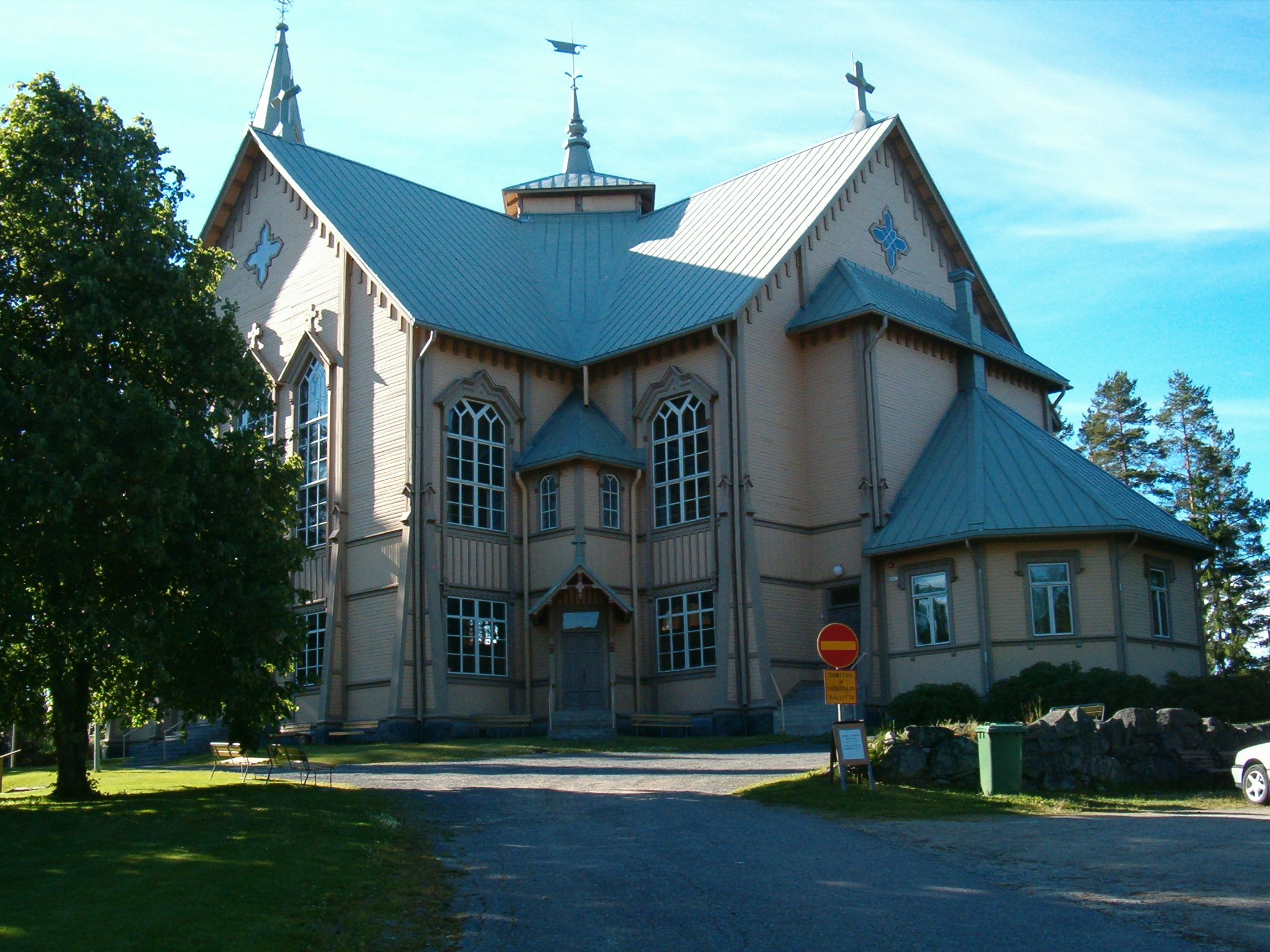
Heinävesi kyrka.
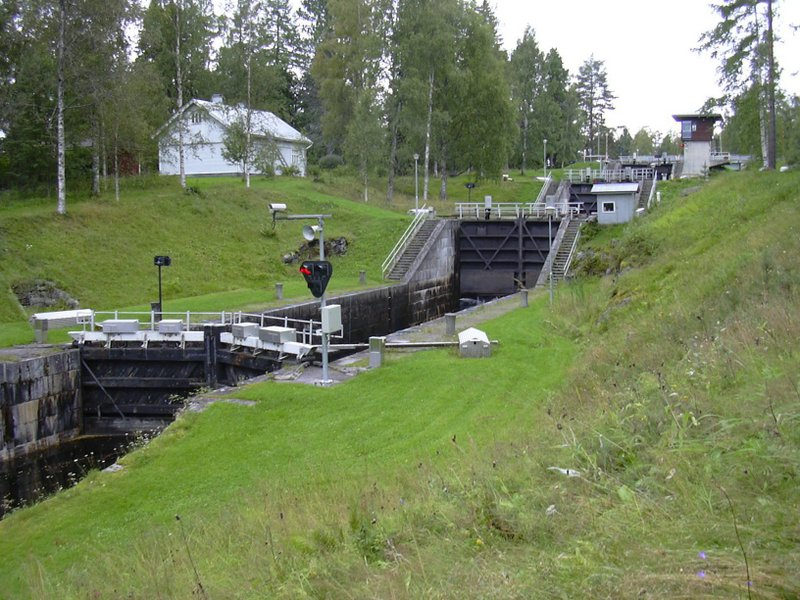
Varistaival kanal.
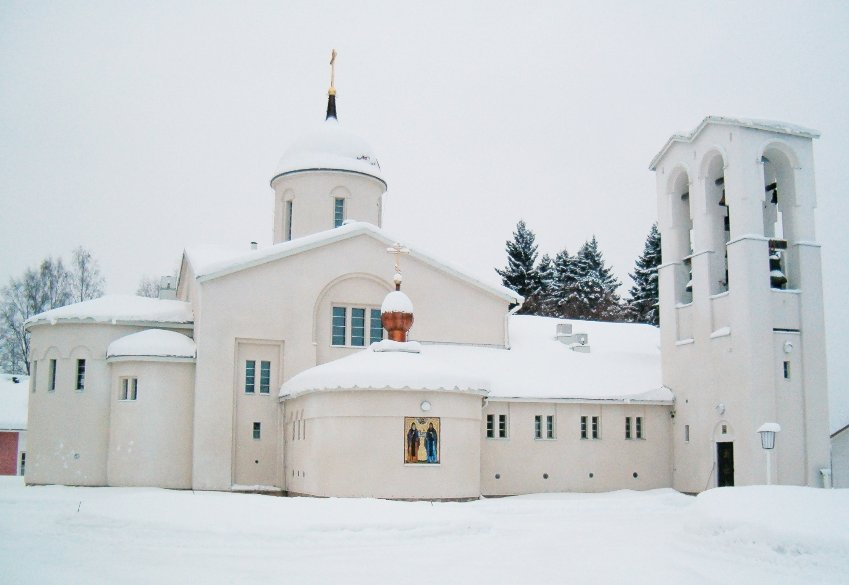
Valamo nya kloster.
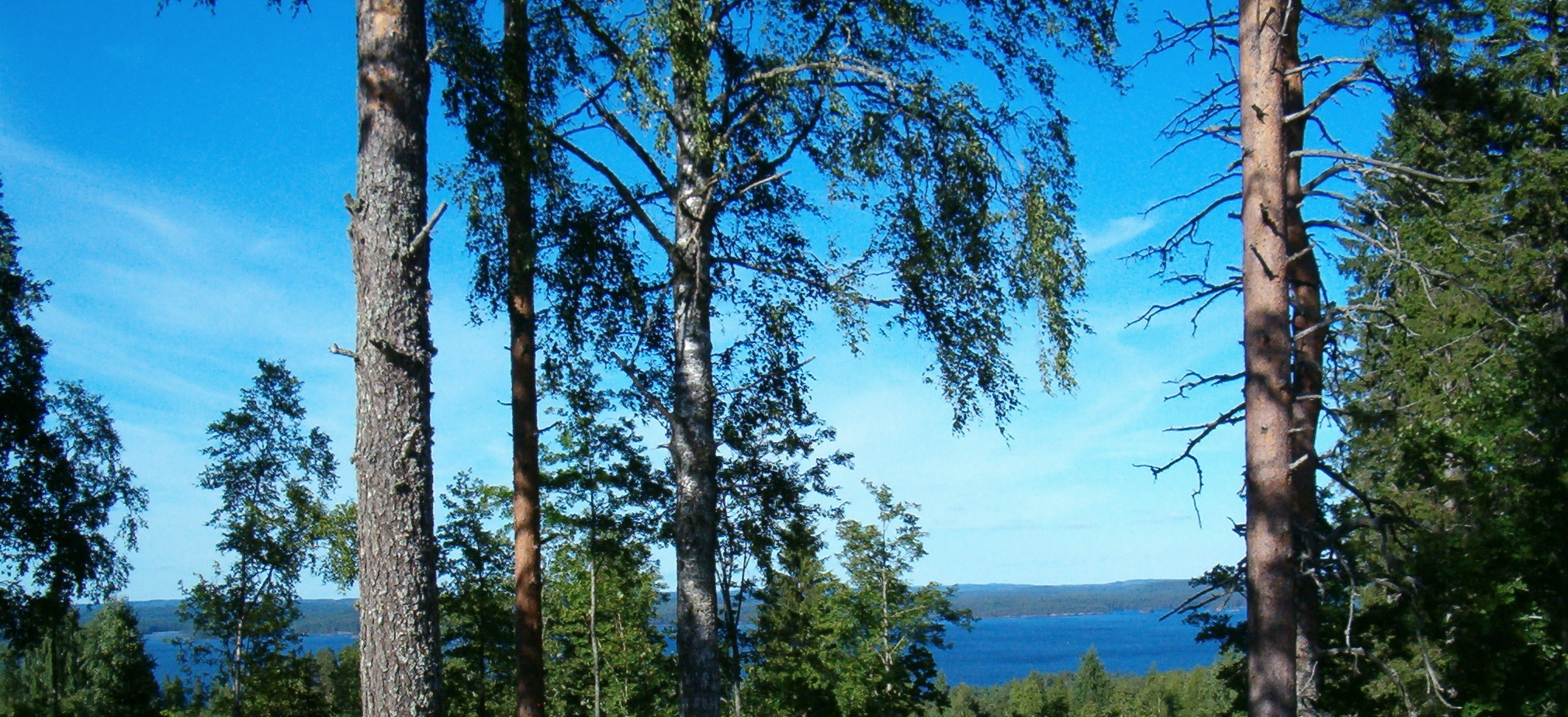
Sjön Kermajärvi.